# Internazionali BNL d’Italia 2017

Logo des Rom Masters

Die Internazionali BNL d’Italia 2017 waren ein Tennisturnier der WTA Tour 2017 für Damen und ein Tennisturnier der ATP World Tour 2017 für Herren in Rom und fanden zeitgleich vom 15. bis 21. Mai 2017 statt.

## Herrenturnier
→ Qualifikation: Internazionali BNL d’Italia 2017/Herren/Qualifikation

## Damenturnier
→ Qualifikation: Internazionali BNL d’Italia 2017/Damen/Qualifikation